# E673
La ruta europea E673 és una carretera que forma part de la Xarxa de carreteres europees. Comença a Lugoj (Romania) i finalitza a Deva (Romania). Té una longitud de 95 km. Té una orientació d'oest a est.